# أندرلخت

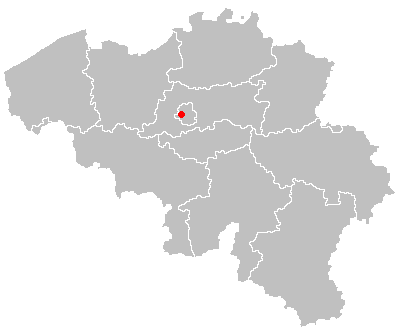
موقع أندرلخت في بلجيكا

أندرلخت هي واحدة من بين تسعة عشر بلدية تقع في إقليم بروكسل العاصمة. يقطن في البلدية حوالي 108,000 نسمة. تشتهر البلدية بنادي أندرلخت الذي يعد أكثر الفرق البلجيكية نجاحا في المسابقات الأوروبية بلاضافة للدوري المحترفين البلجيكي.

## معرض صور

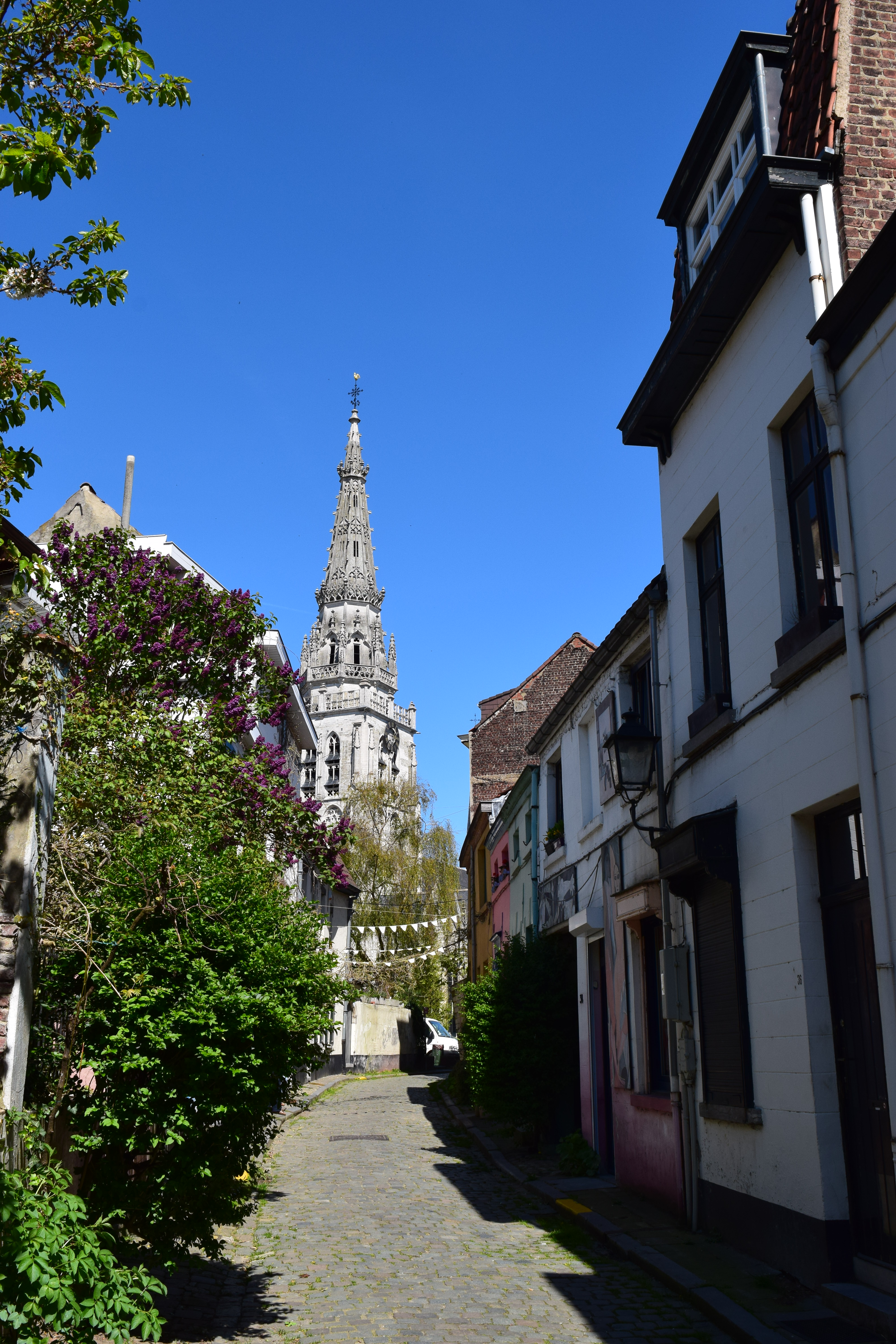
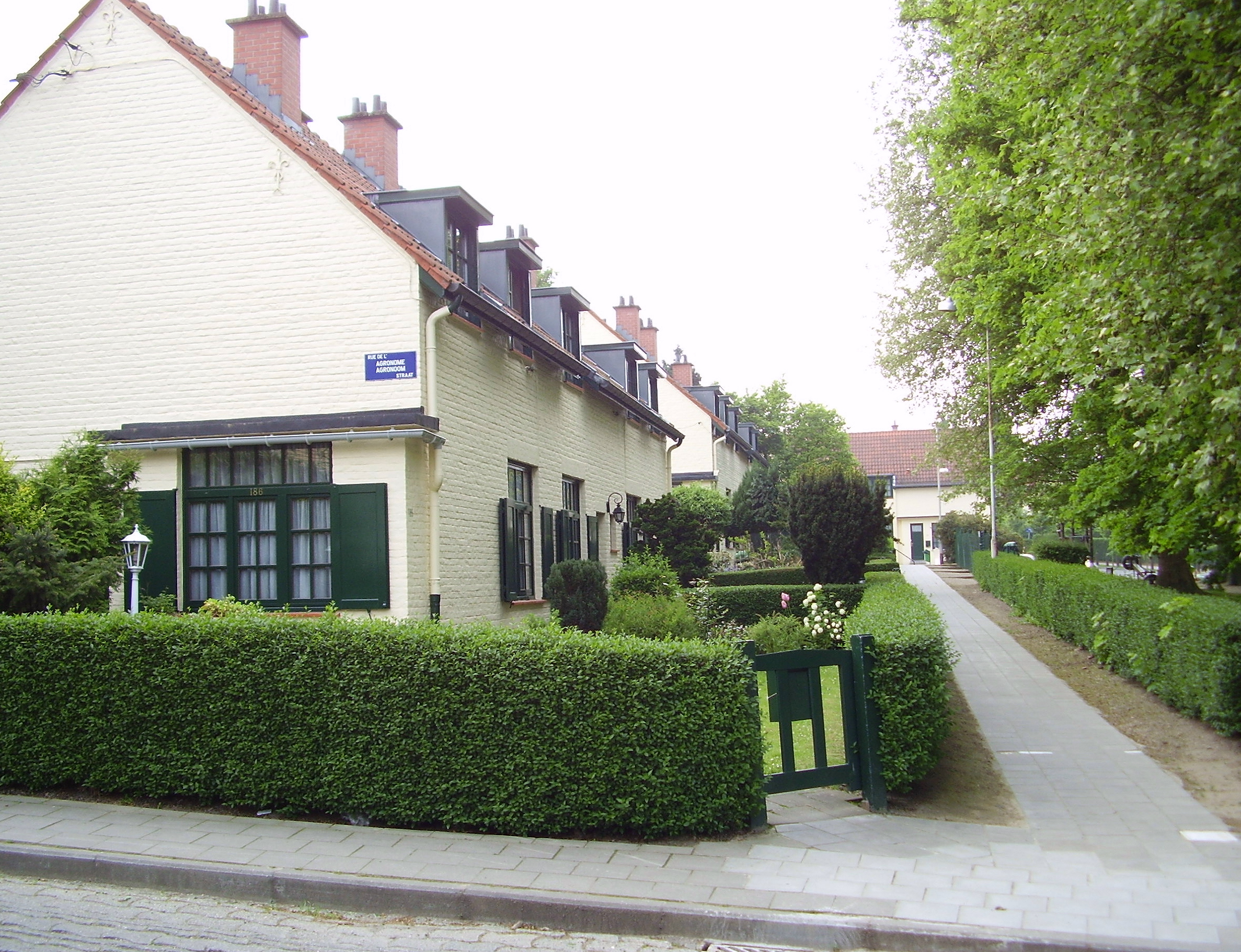
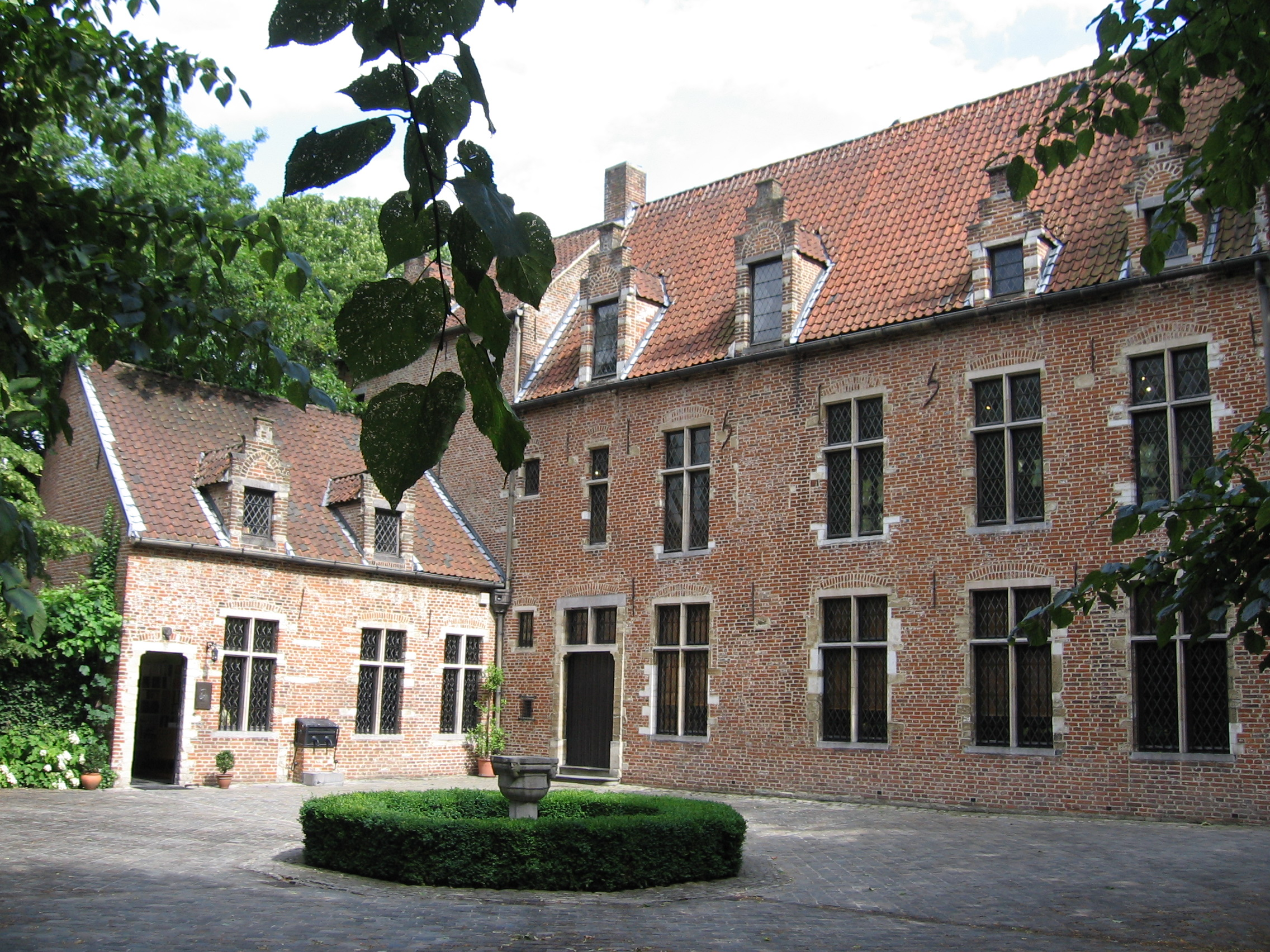
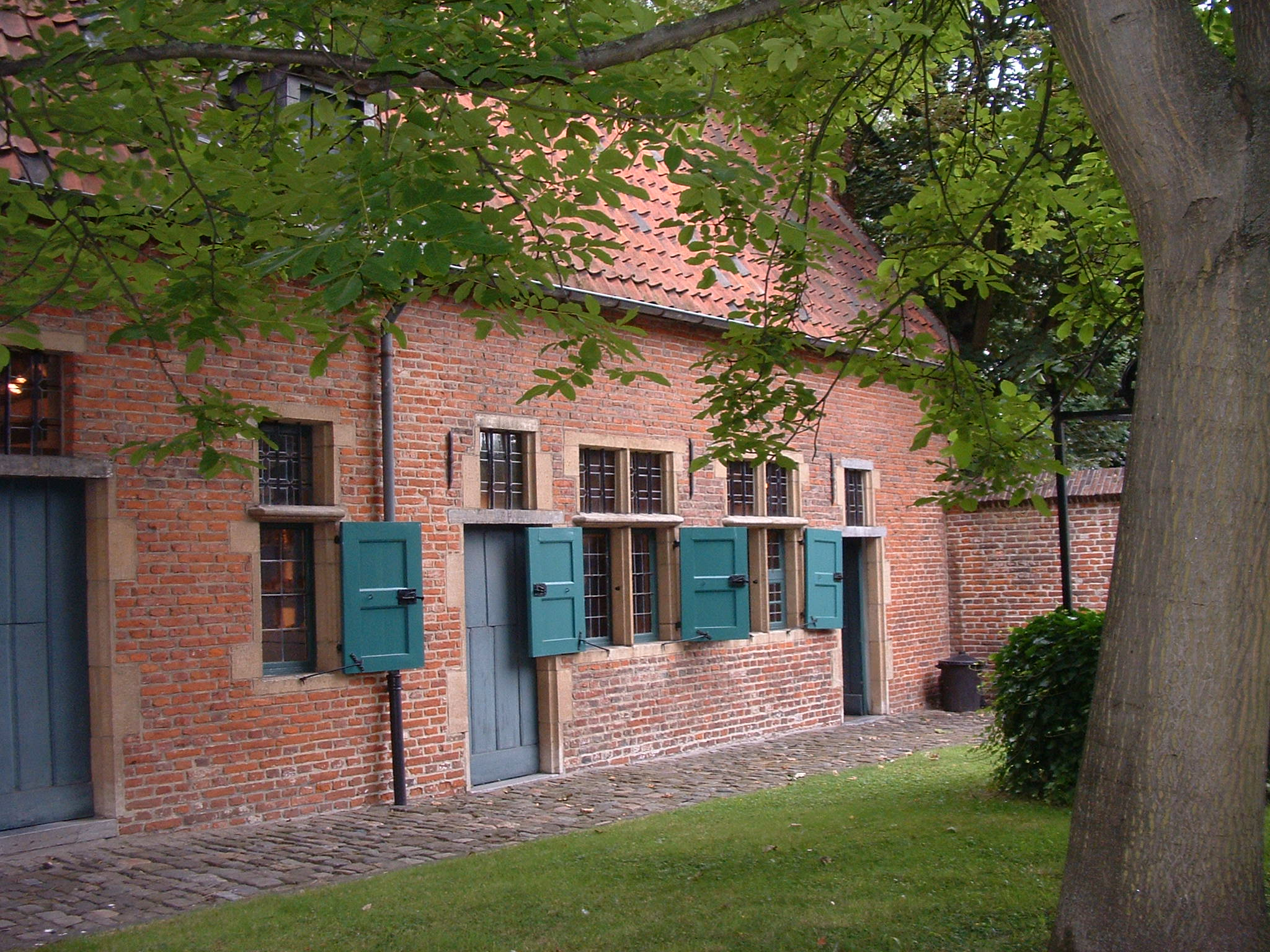
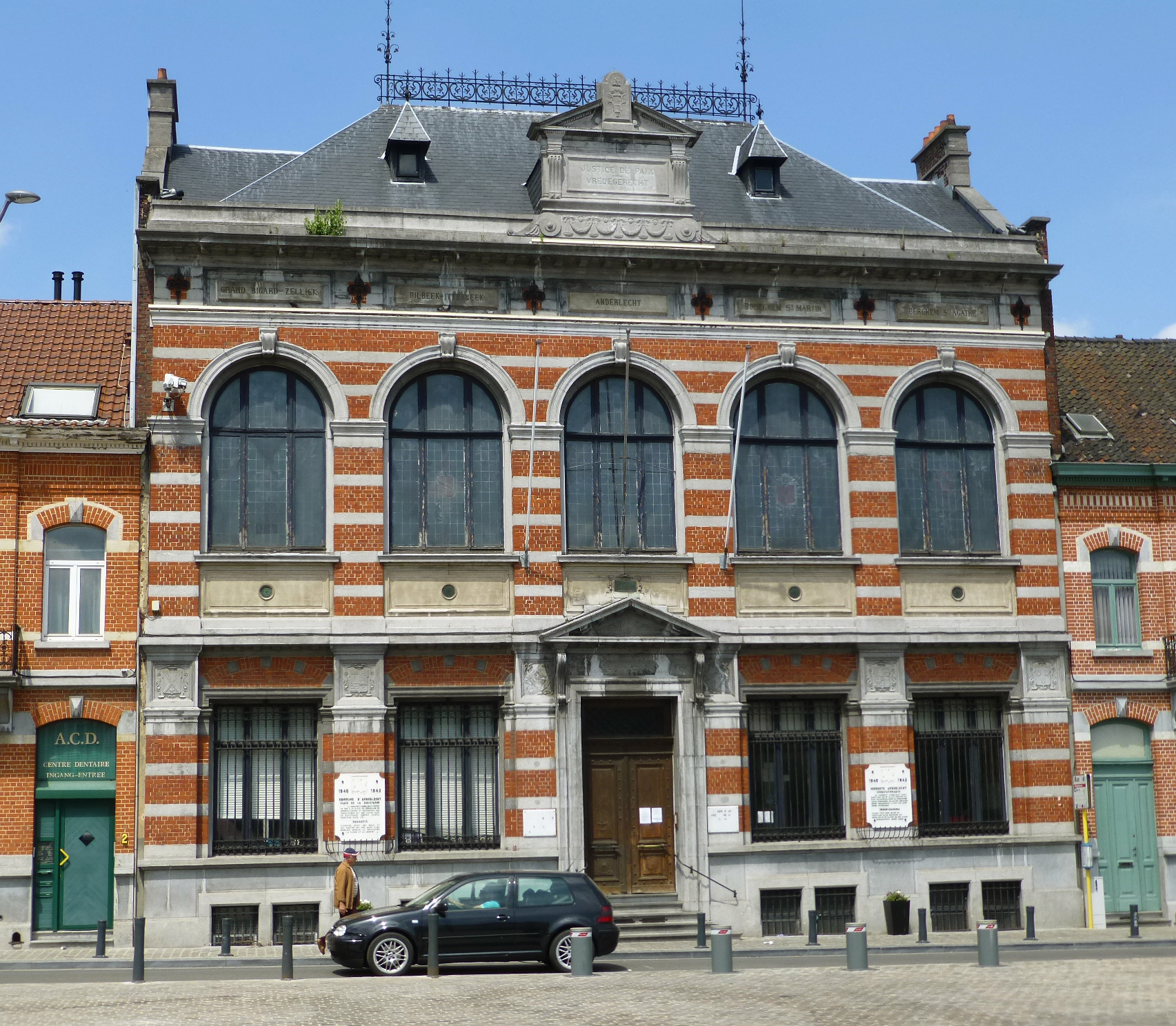

## توأمة
لأندرلخت اتفاقيات توأمة مع كل من:
- Neukölln [الإنجليزية]‏
- بولون-بيانكور

## أعلام
- إليانور أميرة بلجيكا
- جيان كورنيليس
- إيمانويل أمير بلجيكا
- الأميرة إليزابيث، دوقة برابانت
- فيليب تيس
- فرناند سايفي
- عبد الحميد أبا عود
- فيرديناند أدامز

## وصلات خارجية
- الموقع الرسمي (فرنسية وهولندية)